# Томішево
Томішево (пол. Tomiszewo) — село в Польщі, у гміні Островіте Слупецького повіту Великопольського воєводства.
Населення — 33 особи (2011).
У 1975-1998 роках село належало до Конінського воєводства.

## Демографія
Демографічна структура станом на 31 березня 2011 року:
|          | Загалом | Допрацездатний вік | Працездатний вік | Постпрацездатний вік |
| -------- | ------- | ------------------ | ---------------- | -------------------- |
| Чоловіки | 15      | 4                  | 8                | 3                    |
| Жінки    | 18      | 5                  | 7                | 6                    |
| Разом    | 33      | 9                  | 15               | 9                    |